# جورینسکی
جورینسکی (به لاتین: Dzhurynskyi) یک آبشار در اوکراین است که در استان ترنوپیل واقع شده‌است.